# Мескалеро (Нью-Мексико)
Мескалеро (англ. Mescalero) — переписна місцевість (CDP) в США, в окрузі Отеро штату Нью-Мексико. Населення — 1480 осіб (2020).

## Географія
Мескалеро розташоване за координатами 33°8′4″ пн. ш. 105°48′0″ зх. д. / 33.13444° пн. ш. 105.80000° зх. д. (33.134522, -105.799906).  За даними Бюро перепису населення США в 2010 році переписна місцевість мала площу 46,36 км², з яких 46,33 км² — суходіл та 0,03 км² — водойми.

## Демографія
Згідно з переписом 2010 року, у переписній місцевості мешкало 1338 осіб у 404 домогосподарствах у складі 283 родин. Густота населення становила 29 осіб/км².  Було 435 помешкань (9/км²).
Расовий склад населення:
| - 95,1 % — корінних американців - 3,3 % — білих - 0,1 % — азіатів |

До двох чи більше рас належало 1,0 %. Частка іспаномовних становила 10,7 % від усіх жителів.
За віковим діапазоном населення розподілялося таким чином: 33,3 % — особи молодші 18 років, 60,9 % — особи у віці 18—64 років, 5,8 % — особи у віці 65 років та старші. Медіана віку мешканця становила 28,1 року. На 100 осіб жіночої статі у переписній місцевості припадало 92,0 чоловіків;  на 100 жінок у віці від 18 років та старших — 90,6 чоловіків також старших 18 років.
Середній дохід на одне домашнє господарство  становив 37 919 доларів США (медіана — 31 393), а середній дохід на одну сім'ю — 38 520 доларів (медіана — 32 348). Медіана доходів становила 19 479 доларів для чоловіків та 19 737 доларів для жінок. За межею бідності перебувало 43,7 % осіб, у тому числі 57,8 % дітей у віці до 18 років та 29,0 % осіб у віці 65 років та старших.
Цивільне працевлаштоване населення становило 419 осіб. Основні галузі зайнятості: мистецтво, розваги та відпочинок — 50,6 %, освіта, охорона здоров'я та соціальна допомога — 16,0 %, публічна адміністрація — 9,5 %, сільське господарство, лісництво, риболовля — 7,6 %.